# マヌエル・ロブレス・ペスエラ
マヌエル・ロブレス・ペスエラ（スペイン語: Manuel Robles Pezuela、1817年5月23日 - 1862年3月23日）は、メキシコの軍人。メキシコの大統領。

## 人物
米墨戦争での活躍で頭角を現し、セルロ・ゴードの戦いではアメリカ軍の位置の予測に成功した。マリアーノ・アリスタ政権では軍事大臣を務めたのをはじめ以降の政権でも、外務大臣、アメリカ合衆国大使など政府要職を務めた。
1857年のイグナシオ・コモンフォルト政権では海軍大臣を務めた。フェリックス・マリア・スロアガによるクーデターが起きると両者の仲裁に入り、スロアガ政権でも海軍大臣の地位を維持した。1858年12月23日にミゲル・マリア・デ・エチュガライが保守派と自由主義派の妥協案としてナヴィダード綱領を宣言したとき翌日に、ペスエラは大統領に就任しエチュガライを支援を支援した。その後スロアガとミゲル・ミラモンの間で主導権争いが起こると、彼はミラモンが復元したタクバヤの陰謀に加わった。レフォルマ戦争では保守派の一員としてベニート・フアレス政権とは対立した。ミラモン政権が発足するとメキシコの君主となるべき王子を探すためにヨーロッパに渡った。
メキシコ出兵に際して、イグナシオ・サラゴサ将軍によってほかの保守派の軍人とともに捕えられたが、メキシコの君主候補を探したことが国家反逆罪であるとみなされ、フアレスの命令で処刑された。